# Konrad Goclenius
Conradum Goclenium, também conhecido em português como Conrado Gloclénio (1485-1539) (* Mengeringhausen, Hesse, Vestfália,   † Bois-le-Duc, Lovaina, 25 de Janeiro de 1539) foi humanista, helenista e filólogo belga de origem alemã. Tinha grande reputação como erudito e ensinou durante muito tempo no Colégio de Bois-le-Duc, em Lovaina, onde morreu. Em abril de 1525 foi nomeado canônico da Catedral de Nossa Senhora de Antuérpia, com a aprovação do papa Leão X.Foi amigo íntimo de Erasmo de Rotterdam (1466-1536), que tinha grande estima pelo seu caráter e respeito pela sua erudição. O erudito Petrus Nannius (1500-1557) foi seu sucessor no Colégio em Lovaina e dedicou a ele um elogio fúnebre: Funebris oratio habita pro mortuo Conrado Goclenio.

## Publicações
- Hermotimus, sive De sectis philosophorum de Lucien de Samosate, dedicado a Thomas More (Lovaina, D. Martens, 1522).
- Diálogos filosóficos de Cícero: M. Tullii Ciceronis Officiorum libri III. De amicitia. De senectute. Paradoxa. Somnium Scipionis. De senectute & Somnium Scipionis etiam Theodori Gazæ versione. Omnia denuo vigilantiori cura recognita per Des. Erasmum Rot. & Conradum Goclenium, deprehensis ac restitutis aliquot locis non cuilibet obviis (Bâle, J. Froben, 1528).
- A Guerra da Farsália de Lucano, poema em dez cantos sobre a guerra civil entre Júlio César e Cneu Pompeu Magno, Antuérpia, 1531
- Lucubrationum Erasmicarum elenchus, 1519